# Claude Charles Fauriel
Claude Charles Fauriel (21. října 1772, Saint-Étienne – 17. července 1844, Paříž) byl francouzský filolog, historik, profesor a překladatel z italštiny, němčiny a moderní řečtiny.

## Život
Narodil se jako syn chudého truhláře, ale získal dobré vzdělání na oratoriánských školách v Tournonu a Lyonu. Po krátké službě v armádě se v letech 1797–1799 věnoval náročnému studiu literatury a historie. Zabýval se také arabštinou, sanskrtem a starými jihofrancouzskými dialekty. Při návštěvě Paříže roku 1799 byl představen ministrovi policie Josephovi Fouchému a stal se jeho osobním tajemníkem. Na tuto funkci roku 1802 ze zdravotních důvodů rezignoval a věnoval se především své vědecké a překladatelské práci. Stal se členem literárního kruhu v Auteuil u Paříže, který se shromáždil kolem filozofa a politika de Tracyho a byl přítelem Madame de Staël.
Roku 1810 zveřejnil překlad německy napsané sbírky Parthenais dánského básníka Jense Immanuela Baggesena, roku 1823 překlady dvou tragédií od italského spisovatele Alessandra Manzoniho (Il Conte di Carmagnola a Adelchi) a v letech 1824-1825 vydal Lidové písně moderního Řecka (Chants populaires de la Grèce moderne). Ve Francii rovněž propagoval názory italských romantiků.
Červencová revoluce roku 1830 mu otevřela kariéru profesora literatury na Sorboně. Věnoval se vědeckému studiu starofrancouzštiny a provensálštiny a roku 1837 vydal moderní francouzský překlad chanson de geste Píseň o albigenské křížové výpravě (La Chanson de la croisade albigeoise). Ve svých dílech razil dnes již vyvrácenou teorii o tom, že Provence byla kolébkou chansons de geste i příběhů rytířů Kulatého stolu, přičemž pod vlivem Herdera předpokládal, že hrdinské eposy jsou spontánním projevem lidového národního génia.
V roce 1836 byl zvolen členem Académie des inscriptions et belles-lettres (Akademie písemností a krásné literatury). Zemřel roku 1844 a je pohřben na hřbitově Père-Lachaise.

## Dílo

### Překlady
- Jens Immanuel Baggesen: Parthenais, 1810, překlad z němčiny, básnická sbírka.
- Alessandra Manzoniho: Il Conte di Carmagnola a Adelchi, 1823, překlad dvou z italských tragédií.
- Lidové písně moderního Řecka (1824–1825, Chants populaires de la Grèce moderne), překlad novořeckých, lidových písní.
- Píseň o albigenské křížové výpravě (La Chanson de la croisade albigeoise), 1837, překlad chansons de geste ze starofrancouzštiny a provensálštiny,

### Vědecké práce
- De l’origine de l’épopée chevaleresque du moyen age (1832, Počátek rytířských eposů středověku).
- Histoire de la Gaule méridionale sous la domination des conquérants germains (1836), čtyři svazky.
- Histoire de la poésie provençale (1846, Dějiny provensálské poezie), posmrtně, 3 svazky.
- Dante et les origines de la langue et de la littérature italiennes (1854, Dante a původ italského jazyka a literatury), posmrtně, dva svazky.